# هجوم بحيرة ناروتش
هجوم بحيرة ناروتش في عام 1916 كان هجومًا روسيًا غير ناجح على الجبهة الشرقية في الحرب العالمية الأولى. تم إطلاقه بناءً على طلب المارشال جوزيف جوفري وكان يهدف إلى تخفيف الضغط الألماني على القوات الفرنسية. فشل الدعم المدفعي الروسي في التغلب على الدفاعات الألمانية المحصنة جيدًا بسبب نقص الاستطلاع مما أدى إلى أن تكون الهجمات الروسية مكلفة وغير ناجحة، وكانت الأحوال الجوية سبب في إعاقتها. في 30 مارس أمر الجنرال الروسي أليكسي إيفرت بوقف الهجوم.